# King Records (casa discografica statunitense)
La King Records è stata una casa discografica statunitense.

## Storia
La King Records venne fondata nel 1943 da Syd Nathan a Evanston, sobborgo da Cincinnati, nell'Ohio (Stati Uniti d'America) ed era inizialmente specializzata in musica country/hillbilly. Fra i primi importanti artisti che promuoveva vi erano i Delmore Brothers e Wayne Raney. La King Records aveva diverse succursali fra cui la Federal Records, aperta nel 1950 e nota per aver contribuito al successo di James Brown. Durante il successo dell'R&B, la King Records iniziò a pubblicare musica di Billy Ward and the Dominoes, Hank Ballard, Roy Brown, Valerie Carr, Champion Jack Dupree, Ivory Joe Hunter, Joe Tex, Johnny "Guitar" Watson e Otis Williams and the Charms. Nel 1952, la King acquistò la De Luxe Records e la Bethlehem Records. Durante gli anni 1950, la King iniziò a distribuire fonografi portatili.
La King Records si differenziava dalle altre case discografiche indipendenti in quanto ogni suo album veniva registrato, masterizzato, stampato ed edito interamente da essa. Ciò permise a Nathan di detenere il monopolio dei dischi R&B e gli permetteva di registrare e spedire alle radio un disco in tempi brevissimi.
Fra il 1957 e il 1958, Seymour Stein, uno dei fondatori della Sire Records, fece un tirocinio di scuola superiore presso la King Records. Dal 1961 al 1963, lo stesso Seymour lavorò per l'etichetta di Nathan.

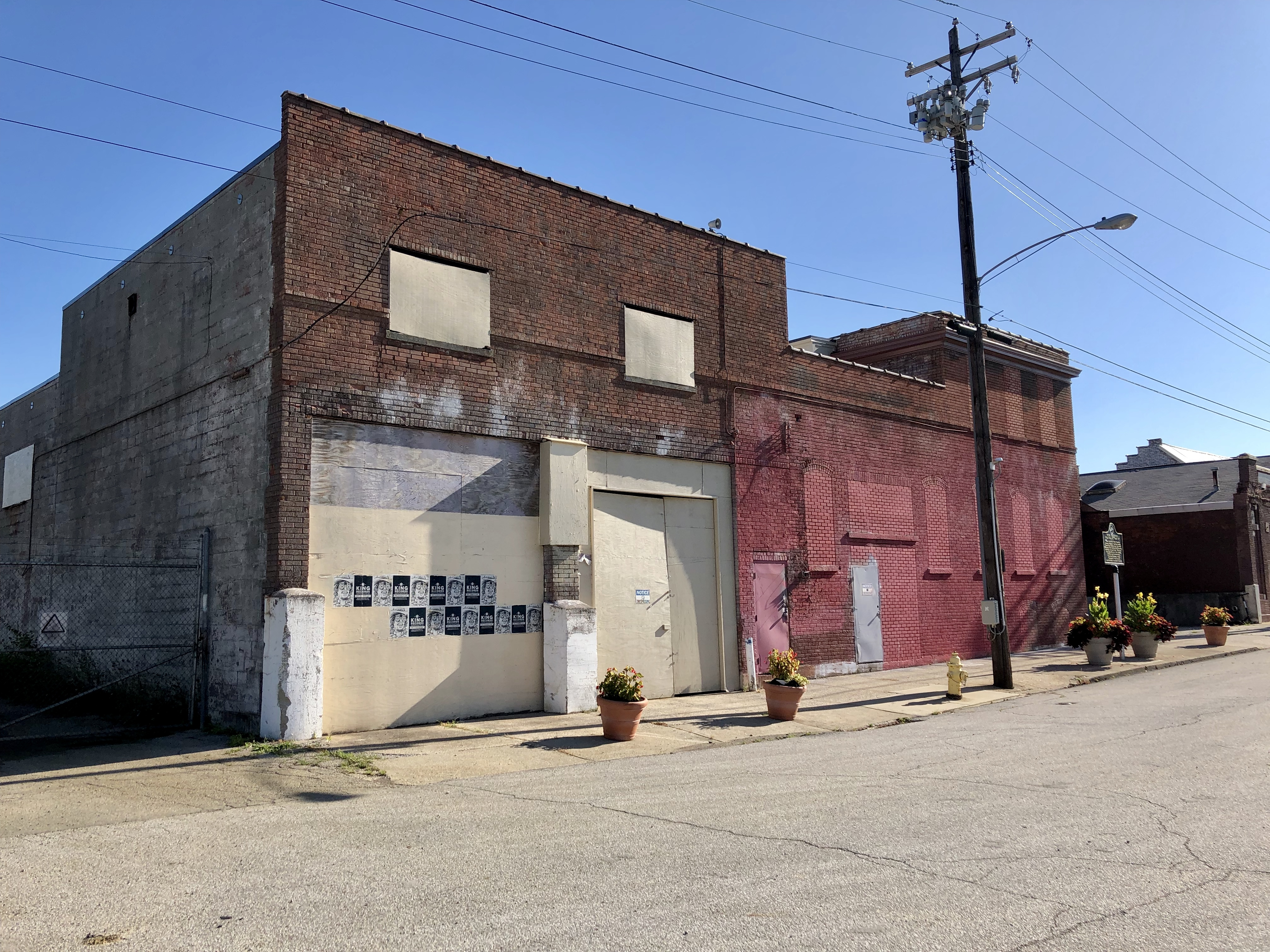
La prima sede della King Records (2019)

Quando Nathan morì nel 1968, la King fu acquisita dalla Starday Records di Hal Neely e venne rinominata Starday and King Records. Il duo Jerry Leiber and Mike Stoller acquistò l'etichetta nel 1970 ma la vendette subito dopo alla LIN Broadcasting, che a sua volta la cedetta alla Tennessee Recording & Publishing (di proprietà di Freddy Bienstock, Hal Neely e Leiber & Stoller), che la vendette alla Gusto Records nel 1974. Nel 1971, il contratto discografico di James Brown e il suo catalogo furono venduti alla Polydor Records. Dal 2001, la Collectables Records rimasterizza e ristampa il catalogo della King Records.
Nel 2008 fu apposto un segnale di sito storico davanti all'ex quartier generale della King Records da parte della Rock and Roll Hall of Fame.